# Pena de muerte en Botsuana
La pena capital en Botsuana es una pena legal y generalmente se aplica por asesinato en circunstancias agravantes. Las personas son ejecutadas por ahorcamiento. En promedio, hay una ejecución por año, y la ejecución suele tener lugar algunos años después del juicio. Se llevó a cabo una ejecución en 2016, dos en 2018, una en 2019 y una en 2020.
Un caso controvertido fue el de Mariette Bosch, una inmigrante sudafricana que fue condenada a muerte por asesinar a la esposa de su amante. Fue sentenciada en 1999 y ejecutada dos años después. Fue la cuarta mujer ejecutada desde la independencia de Botsuana en 1966 y una de las pocas mujeres blancas ejecutadas en África. Fue ahorcada en secreto, sin que sus familiares fueran notificados.
La organización de derechos humanos Ditshwanelo ha hecho campaña contra la pena de muerte. Para 2018, más de 40 países africanos habían detenido la pena capital y Botsuana era ahora el único país que la practicaba en la Comunidad de Desarrollo africana Del sur. En 2020, Mmika Michael Mpe fue ahorcado por el asesinato de Reinette Vorster en 2014.